# Florida megye
Florida  egy megye Uruguayban. A fővárosa Florida.

## Földrajz
Az ország déli részén található. Megyeszékhely: Florida